# Leitziel (Ethik)
Als Leitziel oder Leitidee bezeichnet man im Bereich der Philosophie, speziell der Ethik, in den Human- und in den Kulturwissenschaften eine ethisch-moralische, religiöse, philanthropische oder gemeinnützige Zielvorgabe. Es handelt sich dabei um eine oft in eine kurze Formel gefasste Lebensmaxime, nach der sich das Denken und Handeln von Einzelpersonen und gleichgesinnten Gruppen von Menschen ausrichten soll.

## Begriff
Das Kompositum „Leitziel“ beinhaltet im philosophischen Kontext einerseits das Benennen einer Wertvorstellung aus dem ethischen Verhaltenskodex, die erreicht werden soll (Ziel). Andererseits enthält es die Maßgabe, dass dieser Zielgedanke als oberste Lebensregel gelten und das Verhalten bestimmen soll (Leitlinie).

## Grundidee
Glaubensgemeinschaften, Akademische Verbindungen, Vereine oder Bildungsinstitutionen verfolgen für sie wichtige, ihre Einstellung und Aufgaben charakterisierende Leitziele als Grundsätze des Wollens und Handelns, denen sich alle Mitglieder der Gemeinschaft zu verpflichten haben, denen andere Ziele zu- und unterzuordnen sind. In den Akademischen Verbindungen sind sie in einer Charta, bei den Vereinen in den jeweiligen Satzungen, im Bildungsbereich in den Lehrplänen festgelegt.  Der jeweilige Leitspruch gibt Auskunft über die tragende, alles beherrschende Leitvorstellung der Gemeinschaft. Er bedarf jedoch noch konkreter Handlungskonzepte und Taten, wenn er nicht zu einem Allgemeinplatz und substanzlosen Etikett verkommen soll.

## Beispiele
- Leitziel Ethisch-Moralisches Handeln: Der Philosoph Immanuel Kant hat mit der Formulierung seines berühmten Kategorischen Imperativs eine Norm für ein allgemeingültiges ethisches Verhalten definiert: Handle so, daß die Maxime deines Willens jederzeit zugleich als Prinzip einer allgemeinen Gesetzgebung gelten könnte.[1]

- Leitziel Liebe: Der als Kirchenlehrer und Ordensgründer verehrte Bischof Augustinus von Hippo (354–430 n. Chr.) predigte seinen Gläubigen als tragende Lebensregel den Zielgedanken „Ama et fac quod vis“, dt. „Liebe und tu (danach), was du willst.“

- Leitziel Religiös bestimmtes Leben: Die Ordensgemeinschaft der Benediktiner richtet ihr Leben nach der Regel ihres Gründers Benedikt von Nursia (480–547 n. Chr.) aus, die dieser in die Formel fasste: „Ora et labora“, dt. „Bete und arbeite“. Die ebenfalls häufig zitierte dazugehörige Begründung „Ut in omnibus glorificetur Deus“, dt. „Auf dass Gott in allem verherrlicht werde“ zielt in die gleiche Denkrichtung.

- Leitziel Mündigkeit: Die philosophische Epoche der Aufklärung verbreitete als Aufruf zum Ausbruch aus der Unmündigkeit des absolutistisch geprägten Denkens und Hinwendung zu einem vernunftgesteuerten Leben den Zielgedanken „Sapere aude“. Immanuel Kant erklärte ihn 1784 in der Übersetzung „Wage es, dich deines eigenen Verstandes zu bedienen“ zum Leitgedanken der Aufklärung.

- Leitziel Mitmenschlichkeit: Der im 11. Jahrhundert gegründete, bis heute aktive Malteserorden ist eine Gemeinschaft, die sich karitativ engagiert und die Fürsorge für Alte, Behinderte, Kranke und Hilfsbedürftige jeder Art als ihre wichtigste Aufgabe festgeschrieben hat.[2]

- Leitziel Gemeinwohl: Im Gegensatz zu den selbstherrlich regierenden Monarchen des höfischen Absolutismus, die ihre Machtausübung unter dem Leitsatz L’État, c’est moi (Der Staat bin ich!) führten, stellte der aufgeklärte Preußenkönig Friedrich der Große seine Person und Funktion unter den Leitgedanken, „Erster Diener des Staates“ zu sein.[3]

- Leitziel Selbsterziehung: Die pädagogisch orientierte Pfadfinderbewegung stellt dem Wunschziel ihres Gründervaters Robert Baden-Powell einer fortschreitenden Selbsterziehung und einer täglichen guten Tat den Leitspruch „Allzeit bereit“ voran, der auch als Gruß verwendet wird. Als Vermächtnis hinterließ er den Anhängern seiner Bewegung in einem Abschiedsbrief kurz vor seinem Tode das Leitziel: Try and leave this world a little better than you found it, dt. Versucht, die Welt ein bisschen besser zurückzulassen, als ihr sie vorgefunden habt.[4]